# Ferran Cruixent
Ferran Cruixent (Barcelona, 23 de juliol de 1976) és un compositor i pianista català resident a Barcelona. Des de l'any 2008 la seva obra està representada per l'editorial Sikorski International Music Publishers d'Hamburg (Alemanya). El seu repertori inclou encàrrecs d'obres per a orquestra, música de cambra, vocal i projectes audiovisuals. La seva música és interpretada internacionalment per nombroses orquestres (Detroit Symphony Orchestra, Bayerische Staatsorchester, Deutsche Radio Philharmonie Saarbrücken Kaiserslautern, Orquestra Simfònica de Barcelona i Nacional de Catalunya, Staatkapelle Weimar, Beijing Symphony Orchestra, Orquesta Filarmónica de Bogotá, entre d'altres) i directors com Leonard Slatkin, Kazushi Ono, Hannu Lintu, Christoph Poppen, Omer Meir Wellber o Karl-Heinz Steffens. És convidat a l'event Tweetfonie, dirigit per Antony Hermus, i com a ponent i jurat al 1r concurs internacional de composició Voice of China, celebrat a Beijing el 2013. La temporada 2008/09 és seleccionat per la Fundació Joan Miró (Barcelona) dins del programa "Músiques d'avui". Presenta el projecte Musical i Visual Urban Surround.
L'any 2010 presenta la nova tècnica musical anomenada Cyber singing (cibercant), mostrant com "la tecnologia amplia a l'infinit les possibilitats d'una orquestra"

## Cibercant
Cibercant, Cyber singing, Cibercanto, Cybergesang, és una tècnica musical en la que es mesclen tecnologia i instruments reals. Desenvolupada pel compositor català Ferran Cruixent i presentada l'any 2010 dins l'obra simfònica Cyborg a Weimar (Alemanya) i posteriorment a Detroit (EUA), Saarbrücken (Alemanya), Múnic (Alemanya) i Bolzano (Itàlia).

## Obres destacades
- Big Data (2016), per a orquestra simfònica, s'estrena el setembre de 2016 als Estats Units d'Amèrica (Detroit Symphony Orchestra) i rep bones crítiques.[15] L'obra es basa en l'ombra digital de dades en l'era computeritzada actual. És un encàrrec simfònic de la Detroit Symphony Orchestra.[16] Desenvolupa la tècnica del Cibercant o Cyber singing,[17]
- Binary (2015), per a dos pianos, és un encàrrec del concurs internacional ARD de Múnic per a ser tocada com a obra obligada.
- Cyborg (2010), per a orquestra simfònica, s'estrena[18] el 2013 als Estats Units d'Amèrica (Detroit Symphony Orchestra, Leonard Slatkin) i rep bones crítiques.[19][20] L'obra desenvolupa una nova tècnica musical anomenada "Cyber singing",[17] i és un encàrrec simfònic de l'orquestra Staatskapelle Weimar[21] (2010, Christoph Poppen). Leonard Slatkin: "no s'assembla a res que hàgiu sentit abans".[22]
- Grand Chef (2013), concert per a percussió i orquestra, s'estrena a Alemanya amb la WPR de Reutlingen, Peter Sadlo (percussió) i Ola Rudner (direcció).[23]
- Virtual (2011), per a orquestra simfònica, s'estrena a Alemanya amb la Deutsche Radio Philharmonie Saarbrücken-Kaiserslautern i Christoph Poppen.[24]
- Focs d'artifici (2008), concert per a percussió i orquestra, esdevé obra de repertori al Concurs Internacional ARD de Múnic."[25] Focs d'artifici" s'ha interpretat en més de 30 ocasions, rebent estrenes i interpretacions a Alemanya,[26] Espanya,[27] Xina,[28] Colòmbia[29] i Àustria.[30]

## Premis
- Seleccionat al Premi de Composició Prince Pierre de Monaco 2017[31]
- Seleccionat a Roma l'obra "Pacem relinquo vobis" pel Festival Pueri Cantores (1998)[32]
- 1r. Premi pel Trio "Escenes" al Concurs Internacional de Composició Reinl de Viena (2001)[33]
- Beca "La Caixa-DAAD" (2001-2003)[34]